# Little River (Carolina del Sud)
Little River és una concentració de població designada pel cens dels Estats Units a l'estat de Carolina del Sud. Segons el cens del 2000 tenia 7.027 habitants.

## Demografia
Segons el cens del 2000, Little River tenia 7.027 habitants, 3.287 habitatges i 2.225 famílies. La densitat de població era de 259,4 habitants/km².
Dels 3.287 habitatges en un 18,6% hi vivien nens de menys de 18 anys, en un 57% hi vivien parelles casades, en un 8,4% dones solteres, i en un 32,3% no eren unitats familiars. En el 26% dels habitatges hi vivien persones soles el 10,5% de les quals corresponia a persones de 65 anys o més que vivien soles. El nombre mitjà de persones vivint en cada habitatge era de 2,14 i el nombre mitjà de persones que vivien en cada família era de 2,53.
Per edats la població es repartia de la següent manera: un 15,7% tenia menys de 18 anys, un 4,7% entre 18 i 24, un 24,2% entre 25 i 44, un 31,9% de 45 a 60 i un 23,4% 65 anys o més.
L'edat mediana era de 49 anys. Per cada 100 dones de 18 o més anys hi havia 91,8 homes.
La renda mediana per habitatge era de 40.427$ i la renda mediana per família de 45.243$. Els homes tenien una renda mediana de 36.086$ mentre que les dones 22.348$. La renda per capita de la població era de 22.733$. Entorn del 4,7% de les famílies i el 7,5% de la població estaven per davall del llindar de pobresa.

## Poblacions més properes
El següent diagrama mostra les poblacions més properes.